# Harry Selwyn Kenrick
Harry Selwyn Kenrick, novozelandski general in vojaški zdravnik, * 1898, † 1979.
Med letoma 1942 in 1945 je bil direktor Medicinskih služb 2. novozelandske ekspedicijske sile.